# Tom Dewispelaere
Tom Dewispelaere (Lier, 10 oktober 1976) is een Vlaams acteur, die bij het grote publiek vooral bekend is van de televisieseries De Parelvissers, Van vlees en bloed, Cordon, Over water en Callboys.

## Levensloop
Dewispelaere studeerde in 1998 af aan de Studio Herman Teirlinck. In het theater speelde hij bij theatergezelschap Toneelhuis in onder andere Nacht, de moeder van de dag, Mamma Medea, Peer Gynt, Oom Vanja, De geruchten, Drie kleuren wit en De man zonder eigenschappen. Hij is ook medeoprichter van en verbonden aan Olympique Dramatique (samen met jaargenoten Stijn Van Opstal, Geert Van Rampelberg en Ben Segers) en vroeger bij HETPALEIS en BRONKS.
Sinds 2022 is hij (Olympique Dramatique) onderdeel van de collectieve artistieke leiding van Toneelhuis, samen met Gorges Ocloo, Lisaboa Houbrechts, Benjamin Abel Meirhaege en Fc Bergman.
Hij had een hoofdrol in de Woestijnvisproducties De Parelvissers en Van vlees en bloed. Hij had ook gastrollen in de series Flikken, Sedes & Belli en Vermist en de film Linkeroever. Hij speelde mee in de korte films Striker Bob en Penalty. In 2010 speelde hij in Frits & Freddy. In 2011 speelde hij in Groenten uit Balen, een tragikomisch verhaal dat zich afspeelt tegen de achtergrond van de woelige staking van Veille Montagne in de jaren zeventig.
Tom Dewispelaere heeft een relatie met actrice Tiny Bertels.

## Toneel
- BRONKS, Brussel
  - Het aanzoek (1999)
  - Baron von Münchhausen (2000)
- Het Paleis, Antwerpen
  - Alleen op de wereld (1998-1999)
  - Honingbijen (1999)
- Limelight, Kortrijk
  - Neen, serieus (1999)
- Olympique Dramatique
  - De krippel (2002-2003)
  - Drie kleuren wit (Rataplan, 2002-2003)
  - De kale zangeres (2004-2005)
  - The Lieutenant of Inishmore (2006-2007)
- Studio Herman Teirlinck
  - Medea (1995)
  - An Ideal Husband (1997)
  - Le Nozze di Figaro (1997)
  - Menuet (1997-1998)
  - Drie kleuren wit (1997-1998)
  - White-Out (1997-1998)
  - De meeuw (1997-1998)
  - Herr Kolpert (regie, 2002-2003)
- Toneelhuis, Antwerpen
  - Generation Vicks (2000 regie Stef de Paepe)
  - De theatermaker (2001 regie Han Kerkhofs)
  - Nacht, de moeder van de dag (2001 regie Stefan Perceval)
  - Mamma Medea (van Tom Lanoye regie Gerard-Jan Rijnders , 2001)
  - Andromak (2002-2003 Regie Luk Perceval)
  - Lits Jumeaux (2002-2003 Regie Stefan Perceval)
  - Peer Gynt (2003-2004 Regie Stefan Perceval)
  - Het sprookjesbordeel (2003-2004 van Peter Verhelst)
  - De Jossen (2003-2004) Olympique Dramatique
  - Ich Bin Wie Du (2004-2005)
  - Oom Vanja (2004-2006 regie Luk Perceval)
  - Volk (2005-2006 regie Josse de Pauw)
  - Andromak (Franse versie, 2005-2006 regie Luk Perceval)
  - Onegin (2005-2006 Regie Guy Cassiers)
  - Een geschiedenis van de wereld in 10 1/2 hoofdstuk (2007)
  - De geruchten (2008) Olympique dramatique/Guy Cassiers
  - Kunstminnende heren (2008-2009) Olympique Dramatique
  - Adams appels (2009) Olympique Dramatique
  - Titus Andronicus (Toneelhuis/Olympique Dramatique, 2009-2010)
  - De man zonder eigenschappen, deel I (2010) regie Guy Cassiers
  - Bij het kanaal naar links (2011) regie Alex van Warmerdam
  - De man zonder eigenschappen, deel II  (Het mystieke huwelijk, 2011) regie Guy Cassiers
  - Onvoltooid Verleden (Toneelhuis/Olympique Dramatique, 2012)
  - Middenin de nacht (Toneelhuis/Ensemble van Makers- & Spelers, 2012)
  - Desperado (Toneelhuis, mei 2013, regie: Bart Meuleman)
  - Mcbth (Toneelhuis coproductie Lod, 2013) regie Guy Cassiers
  - De blinden (Toneelhuis, 2014) regie Guy Cassiers
  - De menselijke driften (Les Passions Humaines, coproductie Theâtre National, Mons  2015) regie Guy Cassiers
  - Caligula (  regie Guy Cassiers)
  - Het gelukzalige (Orkater De Mexicaanse Hond/Olympique Dramatique, regie: Alex van Warmerdam,
  - Risjaar Drei (Toneelhuis/Olympique Dramatique, 2018) Regie Stijn Van Opstal & Tom Dewispelaere
  - Black - The sorrows of Belgium I: Congo ( NTGent 2019 regie: Luk Perceval)
  - Wachten op Godot (Samuel Beckett) Olympique Dramatique 2020
  - Vijand van het Volk ( Hendrik Ibsen) Olympique Dramatique/ Toneelhuis 2022
  - Alle schone dingen ( Duncan Mcmillan) Olympique Dramatique/Toneelhuis 2023
  - MEEUW ( Anton Tsjechow) Olympique Dramatique/Toneelhuis 2024
  - The Lieutenant of Inishmore Olympmique Dramatique/Toneelhuis 2025

## Film
- Striker Bob (1997) ( Lars Damoiseux)
- Penalty (2000)
- Hartslagen (2007)
- Linkeroever (2008 Pieter van Hees )
- Groenten uit Balen (2011 Frank van Mechelen)
- Hunker (2013)  Harm Dens)
- Borgman (2013) (Alex van Warmerdam, rol van Pascal)
- Schneider vs. Bax (2015) (Film in regie van Alex van Warmerdam, rol van Schneider)
- Palookaville (2017) (kortfilm van Sem Bucman en Pim Algoed)
- Nocturne (2019) (Viktor van der Valk, rol van Michael)
- Nr. 10 (2021) ( Alex van Warmerdam, rol van Günter)
- De drie Musketiers - de film (2021) De Warme Winkel (rol van vader d’Artagnan)

## Televisie
Gastrollen:
- Familie (1992-1994) - als Bram
- Deman (1998)
- Flikken (2002)
- Sedes & Belli (2002-2003)
- Witse (2009)
- Vermist (2008)
- Frits & Freddy (2010)

- De Parelvissers (2006) - als Xavier De Vilder
- Van vlees en bloed  als  Rudy Vangenechten) (2009)
- Cordon (2014-2016) - als Lex Faes
- Callboys (2016) - als Kjetl Benson
- Over Water (2018) als John Beckers) - 10-delige fictieserie geschreven door Tom Lenaerts & Paul Baeten Gronda
- Over Water (2020) als John Beckers) - 10-delige fictieserie geschreven door Tom Lenaerts & Paul Baeten Gronda
- Lost Lugage ( 2022)  geschreven door Tiny Bertels

## Regie
- Augustus ergens op de vlakte (Toneelhuis, KVS en NTGent, Olympique Dramatique, 2014), regie Stijn Van Opstal & Tom Dewispelaere
- Risjaar Drei (Toneelhuis, Olympique Dramatique, 2017), regie Stijn Van Opstal & Tom Dewispelaere
- Angels in America (Toneelhuis, Olympique Dramatique, 2019), regie Stijn Van Opstal & Tom Dewispelaere

## Stem
- De wilde zwanen (hoorspel, 2007) - stem van de broers/zwanen
- De vlo en de professor (2009) - stem van de vlo
- Het jaar van de Kreeft (luisterboek, 2010) - stem van Pierre
- Arthur Christmas (animatiefilm, 2011)
- Geluiden uit West (2015)
- The Grinch (2018) - stem van de Grinch
- Beautiful Men (2023, Nicolas Keppens) stem

- Gemeinsame Normdatei: 1080066500
- International Standard Name Identifier: 0000 0003 6899 4497
- Library of Congress Control Number: no2016118969
- MusicBrainz: acf38272-ac0e-4ae7-9101-dd32285673b5
- Virtual International Authority File: 49145003832261340767
- WorldCat: E39PBJxCBDkwdtVmwR4DGBDpfq